# Чемпионат Австралии по волейболу среди мужчин
Чемпионат Австралии по волейболу среди мужчин — ежегодное соревнование мужских волейбольных команд Австралии. 
С 1999 организатором является Австралийская волейбольная лига (Australian Volleyball League — AVL). До 1998 в чемпионате участвовали сборные штатов и территорий. С 2019 чемпионат проходит в рамках суперлиги. 

## Формула соревнований
В 2024 году чемпионат суперлиги AVL проводился в два этапа — предварительный и плей-офф. На предварительной стадии команды-участницы провели однокруговой турнир. По его итогам 4 лучшие команды вышли в «финал четырёх» и определили призёров первенства.
Чемпионат 2024 проходил с августа по октябрь с участием 6 команд: «Вестерн Острейлиа Стил» (Перт), «Квинсленд Пайретс» (Брисбен), «Аделаида Сторм» (Аделаида), «Мельбурн Вайперс» (Мельбурн), «Нью-Саут Уэллс Феникс» (Сидней), «Канберра Хит» (Канберра), . В финале «Квинсленд Пайретс» победил команду «Вестерн Острейлиа Стил» 3:1. 3-е место занял «Мельбурн Вайперс».

## Чемпионы АVL
- 1998 AIS[4] Канберра
- 1999 «Сидней Седарс» Сидней
- 2000 «Мельбурн Фолконз» Мельбурн
- 2001 «Мельбурн Фолконз» Мельбурн
- 2002 «Мельбурн Фолконз» Мельбурн
- 2003 AIS Канберра
- 2004 «Лофти Рейнджерс» Аделаида
- 2005 AIS Канберра
- 2006 AIS Канберра
- 2007 AIS Канберра
- 2008 AIS Канберра
- 2009 AIS Канберра
- 2010 «Юнивёрсити Блюз» Мельбурн
- 2011 «Канберра Хит» Канберра
- 2012 AIS Канберра
- 2013 «Квинсленд Пайретс» Брисбен
- 2014 «Квинсленд Пайретс» Брисбен
- 2015 «Канберра Хит» Канберра
- 2016 «Квинсленд Пайретс» Брисбен
- 2017 «Квинсленд Пайретс» Брисбен
- 2018 «Квинсленд Пайретс» Брисбен
- 2019 «Квинсленд Пайретс» Брисбен
- 2020 чемпионат отменён
- 2021 чемпионат отменён
- 2022 «Канберра Хит» Канберра
- 2023 «Перт Стил» Перт
- 2024 «Квинсленд Пайретс» Брисбен